# Stadion De Braak
Stadion De Braak was een voetbalstadion in Helmond dat vooral gebruikt werd voor de thuiswedstrijden van de betaaldvoetbalclub Helmond Sport. Sinds 1916 tot februari 2025 werd het terrein en stadion gebruikt voor wedstrijden van Helmondia '55 en opvolger Helmond Sport. Het lag ingeklemd tussen de wijken Pronto in Helmond-Oost en de Wilma in Helmond-Noord.

## Geschiedenis
Het stadion heeft gedurende haar bestaan meerdere verbouwingen ondergaan. Anno sluiting in 2025 bood het plaats aan 4.200 toeschouwers, waarvan er 400 gereserveerd waren voor de supporters van de bezoekende club. Het stadion beschikte over drie tribunes. Beide lange zijdes waren voorzien en aan één korte zijde. Aan de andere korte zijde stonden huizen. Tot begin jaren negentig was aan die zijde nog een onoverdekte staantribune die al eerder gesloopt is. Sommige bewoners van huizen achter dit doel zaten gedurende de wedstrijden vanaf hun schuurtjes te kijken.

### Verbouwingen
In 1994 werd een nieuwe oosttribune opgeleverd. Deze tribune bood plaats aan de businessclub. Over de gehele lengte van de tribune bevonden zich skyboxen en faciliteiten voor sponsoren. Enkele jaren later, in 1997 werd een nieuwe westtribune opgeleverd met faciliteiten voor de pers en genodigden. De oude westzijde bestond uit drie lossen tribunes, waaraan een einde kwam. Onder de nieuwe westtribune werd tevens een nieuw supportershome gebouwd. Deze brandde echter kort na oplevering af en werd opnieuw gebouwd.
Ook de noordtribune werd vernieuwd. Deze werd in 2000 opgeleverd. Waar er voorheen een staantribune stond, werd ook hier een tribune met zitplaatsen gerealiseerd. In 2007 werden de hekken uit het stadion verwijderd.

### Nieuwbouw
Na meerdere plannen werd er in 2023 begonnen aan de bouw van een nieuw stadion voor Helmond Sport. Campus de Braak verrees pal naast het oude stadion De Braak en biedt onder andere ook onderdak aan een sporthal, een fysiotherapiepraktijk, amateurclub SV De Braak en het Praktijkcollege. Het stadion wordt op 7 maart 2025 officieel in gebruik genomen door Helmond Sport als zij haar eerste wedstrijd in het nieuwe stadion speelt.

## Belangrijke evenementen
Doordat de faciliteiten van hun eigen sportcomplex in Deurne te gering waren werd op 15 januari 2008 de wedstrijd om de KNVB beker 2007/08 tussen SV Deurne en Feyenoord (0–4) gespeeld in het stadion. Stadion De Braak was bij deze wedstrijd volledig uitverkocht.
Elf jaar later, op 27 september 2018, kwam Feyenoord wederom op bezoek in dit stadion, ditmaal als gast van VV Gemert. Gemert speelde zijn KNVB-bekerwedstrijd in het SolarUnie Stadion om veiligheidsredenen. Ook deze wedstrijd won Feyenoord met 0–4.

## Afbeeldingen

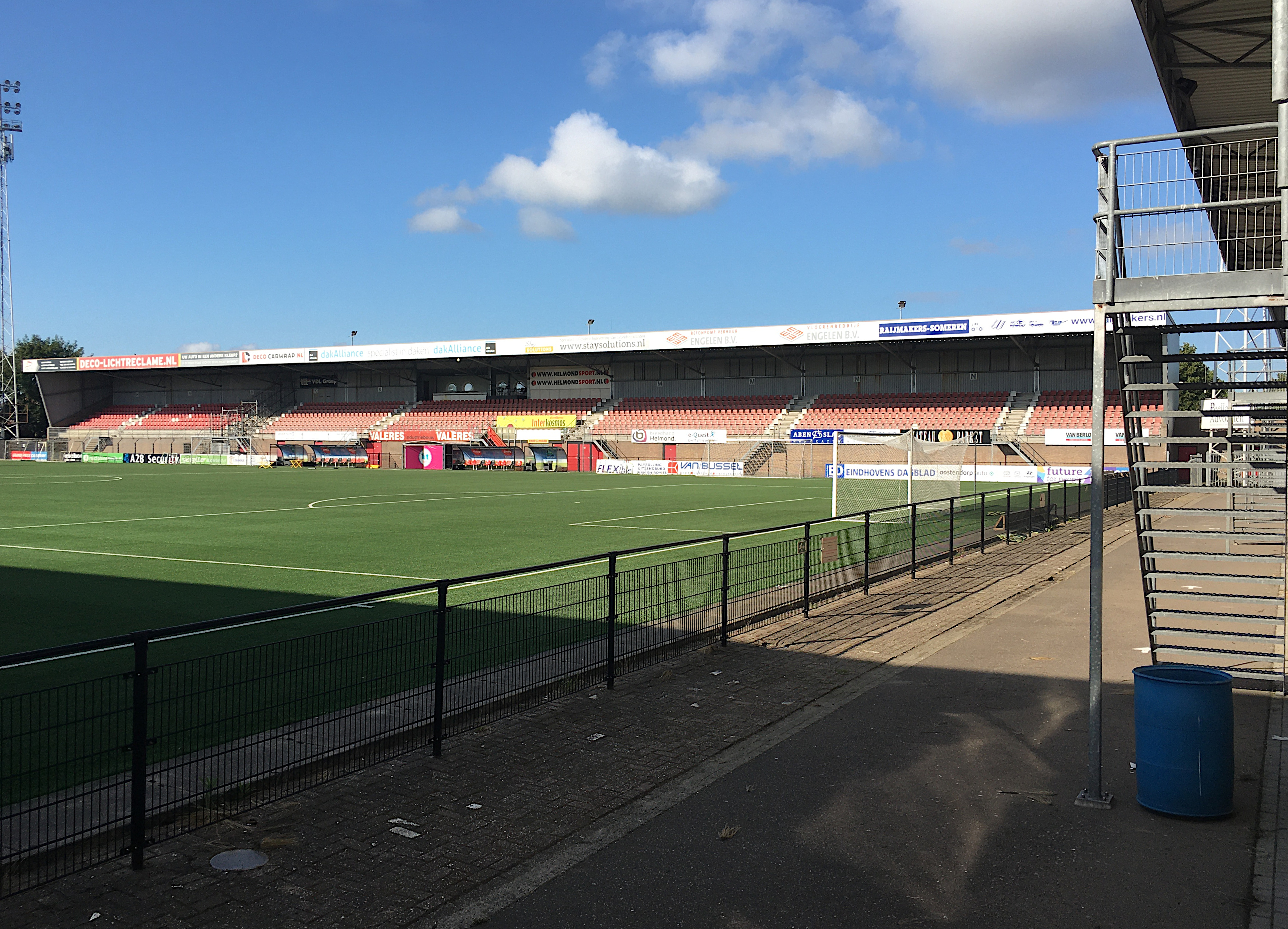
Westtribune
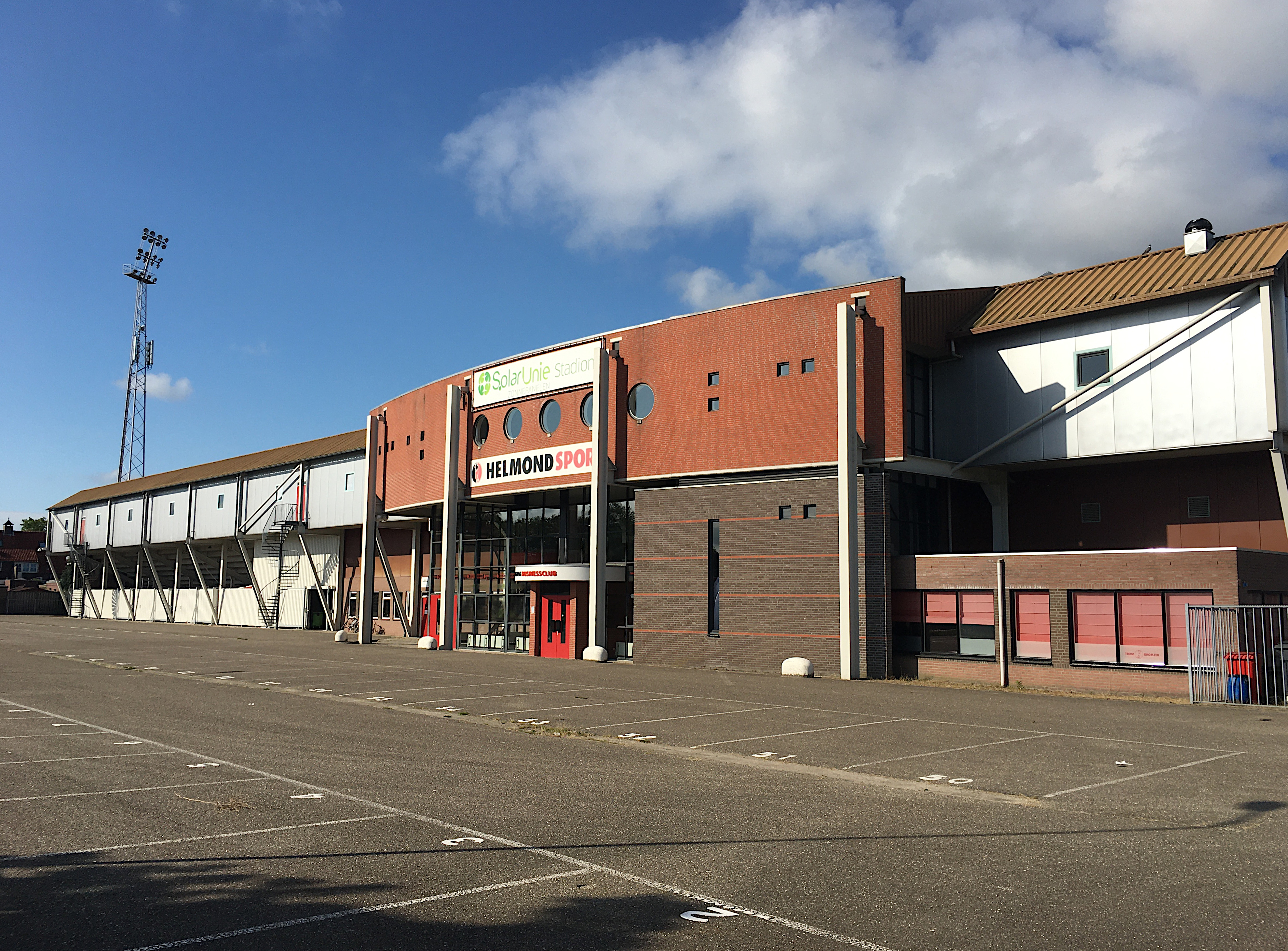
Oostzijde met businessingang
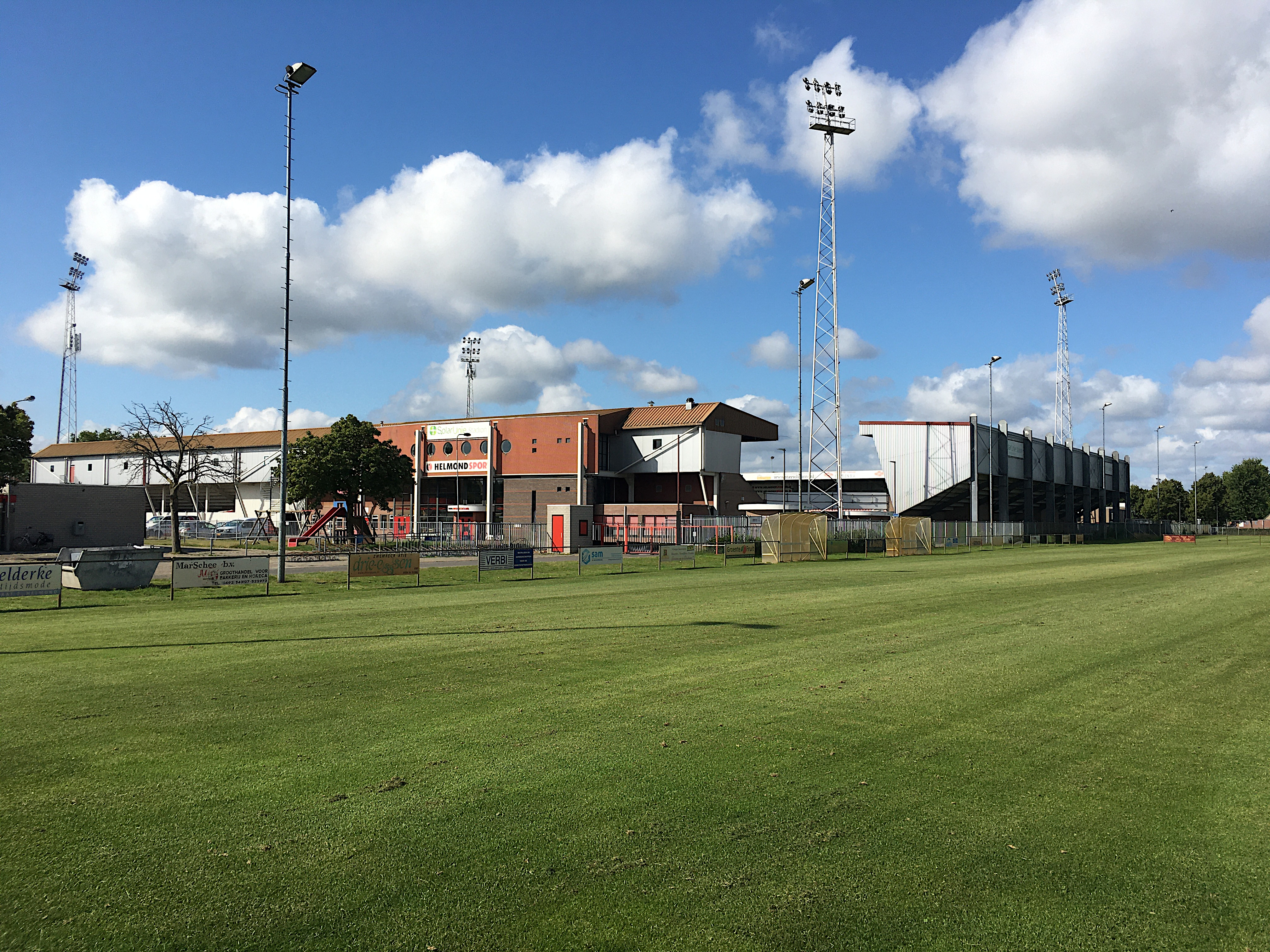
Stadion